# Silsand
Silsand es una localidad del municipio de Senja en Troms, Noruega. Se ubica en la costa este de la isla de Senja. 

## Demografía
Tiene una población de 1515 habitantes, con una densidad de 1471 hab/km².
Silsand es considerado como un suburbio de Finnsnes, que está al otro lado del estrecho de Gisund. Antes de la construcción del puente de Gisund, sólo existían unas pocas casas. Una vez construido, la población creció rápidamente desde la década de 1980. La mayoría venían de pueblos más pequeños de la zona Midt-Troms.
Silsand tiene tres centros educacionales que llegan hasta la secundaria. El club de fútbol FK Senja tiene su sede en Silsand y el estadio está en la vecina Laukhella. El lago Storevatnet está al noroeste.